# Myrmarachne hispidacoxa
Myrmarachne hispidacoxa là một loài nhện trong họ Salticidae.
Loài này thuộc chi Myrmarachne. Myrmarachne hispidacoxa được Edmunds & Jerzy Prószyński miêu tả năm 2003.